# Півень Юхим Олександрович
Півень Юхим Олександрович (кінець XIX ст. — I пол. XX ст.) — український  бандурист, літератор.

## З життєпису
Народився на Кубані. Син поета Олександра Юхимовича Півня (1872—1962) — «першого кубанського кобзаря» (вислів В. Бардадима), який у часи більшовицької окупації був змушений емігрувати.
Під час навчання у Краснодарському педагогічному інституті брав участь у студентському русі за відкриття українського відділу (1925). Один із засновників (у станиці Пашківській) літературної студії «Сім» — ланки організації українських письменників «Село і місто». В студії, крім нього, брали участь станичні бандуристи Я. Дерев'янко, Л. Коломенський, Л. Лаврів, Т. Строкун та ін.
Загинув у катівнях ГПУ-НКВД.